# سن-آندره-دو-کورسی
سن-آندره-دو-کورسی (به فرانسوی: Saint-André-de-Corcy) یک کمون در فرانسه است که در canton of Reyrieux واقع شده‌است.

## خصوصیات
سن-آندره-دو-کورسی ۲۰٫۷۳ کیلومترمربع مساحت و ۲٬۹۹۱ نفر جمعیت دارد و ۲۹۶ متر بالاتر از سطح دریا واقع شده‌است.